# Plavi kuglasti skup
Plavi kuglasti skupovi su kuglasti skupovi koji su mlađi od 100 milijuna godina. Time se razlikuju od običnih kuglastih skupova, koji su uglavnom stari nekoliko milijarda godina. Plavi kuglasti skupovi se tako zovu zahvaljujući tome što zbog njihove starosti sadrži još brojne zvijezde glavna niza spektralna razreda O i B.